# Mairie de Lille (métro de Lille)
Pour les articles homonymes, voir Mairie de Lille.
La station Mairie de Lille est une station de la ligne 2 du métro de Lille, située à Lille, dans le quartier Lille-Centre. Inaugurée le 1er avril 1989, la station permet de desservir le palais des sports Saint-Sauveur et la mairie centrale.

## Situation
Elle se situe au croisement de l'avenue du Président-John-Fitzgerald-Kennedy et de la rue Saint-Sauveur, pendant du Vieux-Lille, avant les destructions causées par la Seconde Guerre mondiale et les projets de modernisation de l'habitat de 1960. Elle dessert le quartier Lille-Centre à Lille.
Elle est située sur la ligne 2 entre les stations Lille Grand Palais et Gare Lille-Flandres à Lille.

## Histoire
La station est ouverte le 1er avril 1989 lors de la mise en route de la ligne 1 bis, devenue en 1994 la ligne 2.
Elle doit son nom au fait qu'elle dessert la mairie centrale de Lille.

## Service aux voyageurs

### Accueil et accès

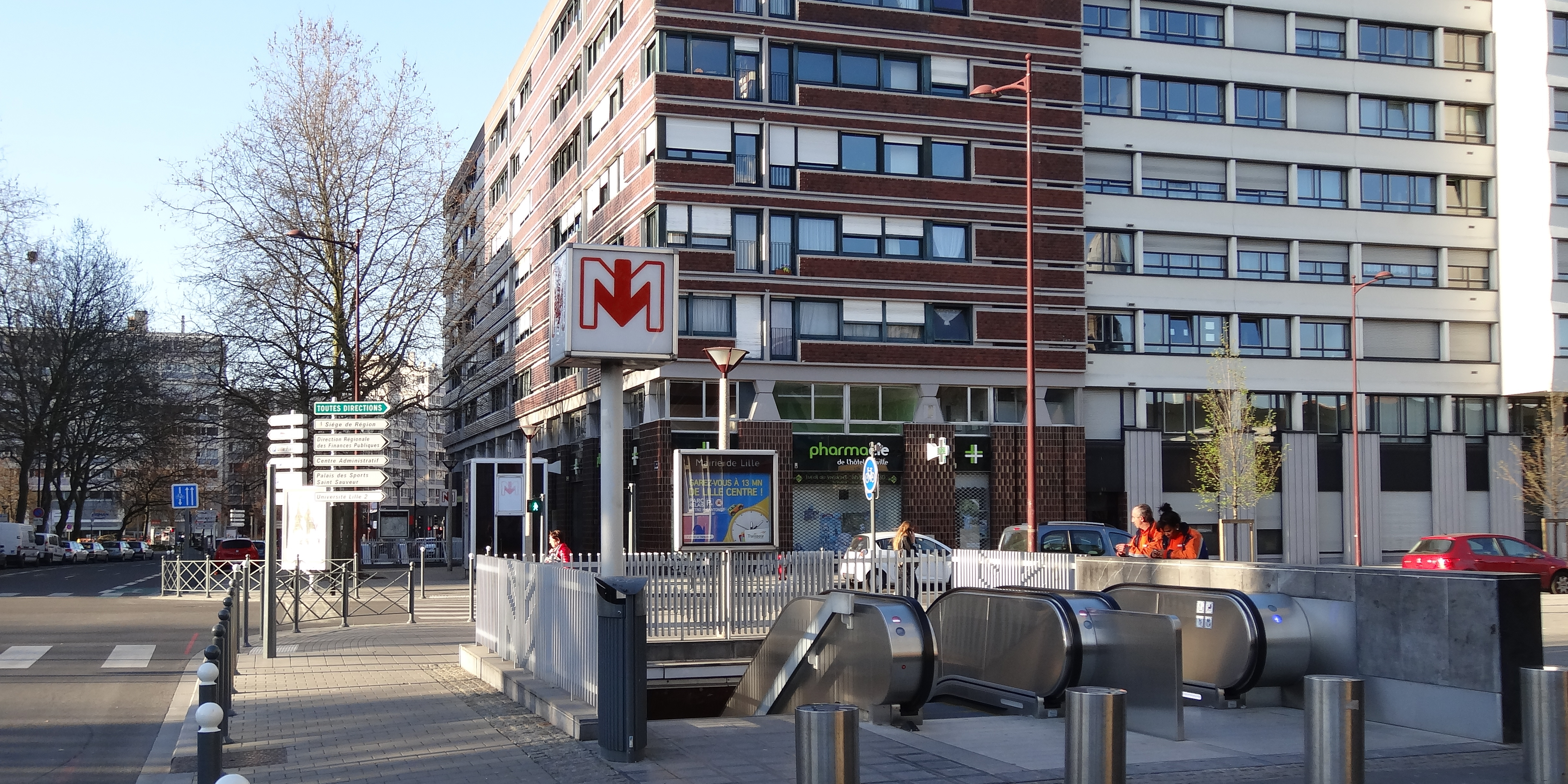
Un des accès.

La station dispose de deux accès et d'un ascenseur en surface, elle est bâtie sur trois niveaux.
- niveau -1 : vente et compostage des tickets
- niveau -2 : niveau intermédiaire permettant de choisir la direction du trajet
- niveau -3 : voies centrales et quais opposés

### Intermodalité
La station n'est desservie par aucune ligne de bus.

## À proximité
- L'église Saint-Sauveur de Lille
- L'hôtel de ville de Lille
- Le beffroi de l'hôtel de ville de Lille (inscrit au patrimoine mondial de l'UNESCO)
- La porte de Paris (classée Monument historique)
- L'Hospice Gantois (classé Monument historique)
- Le Palais des sports Saint-Sauveur